# Marco Pichlmayer
Marco Pichlmayer (né le 27 juillet 1987) est un spécialiste autrichien du combiné nordique en activité. Il fait ses débuts en Coupe du monde en mars 2006 à Lahti et a obtenu deux podiums en relais en Allemagne. Il prend sa retraite en 2016.

## Palmarès

### Championnats du monde
Il a pris un seul départ lors de mondiaux : celui de l'épreuve individuelle en 2009 à Liberec qu'il a terminé dix-huitième.

### Coupe du monde
- Meilleur classement général : 36e en 2009.
- Meilleur résultat individuel : 6e.
- 2 podiums par équipe : 2 troisièmes places (2010, 2014).

#### Différents classements en Coupe du monde
| Année     | Classement général final |
| 2005-2006 | 59e                      |
| 2006-2007 | 52e                      |
| 2007-2008 | 41e                      |
| 2008-2009 | 36e                      |
| 2009-2010 | 44e                      |
| 2010-2011 | 52e                      |
| 2011-2012 | 46e                      |
| 2012-2013 | 61e                      |
| 2013-2014 | 53e                      |

### Coupe du monde B
- Vainqueur de l'édition 2008.

### Championnats du monde juniors
- Médaille d'or de l'épreuve par équipe 4 x 5 km à Tarvisio en 2007.
- Médaille d'argent de l'épreuve individuelle HS 100 + 10 km en 2007.
- Médaille d'argent de l'épreuve par équipe 4 x 5 km à Kranj en 2006.

### Coupe OPA
- Vainqueur de l'édition 2006-2007

## Galerie d'images

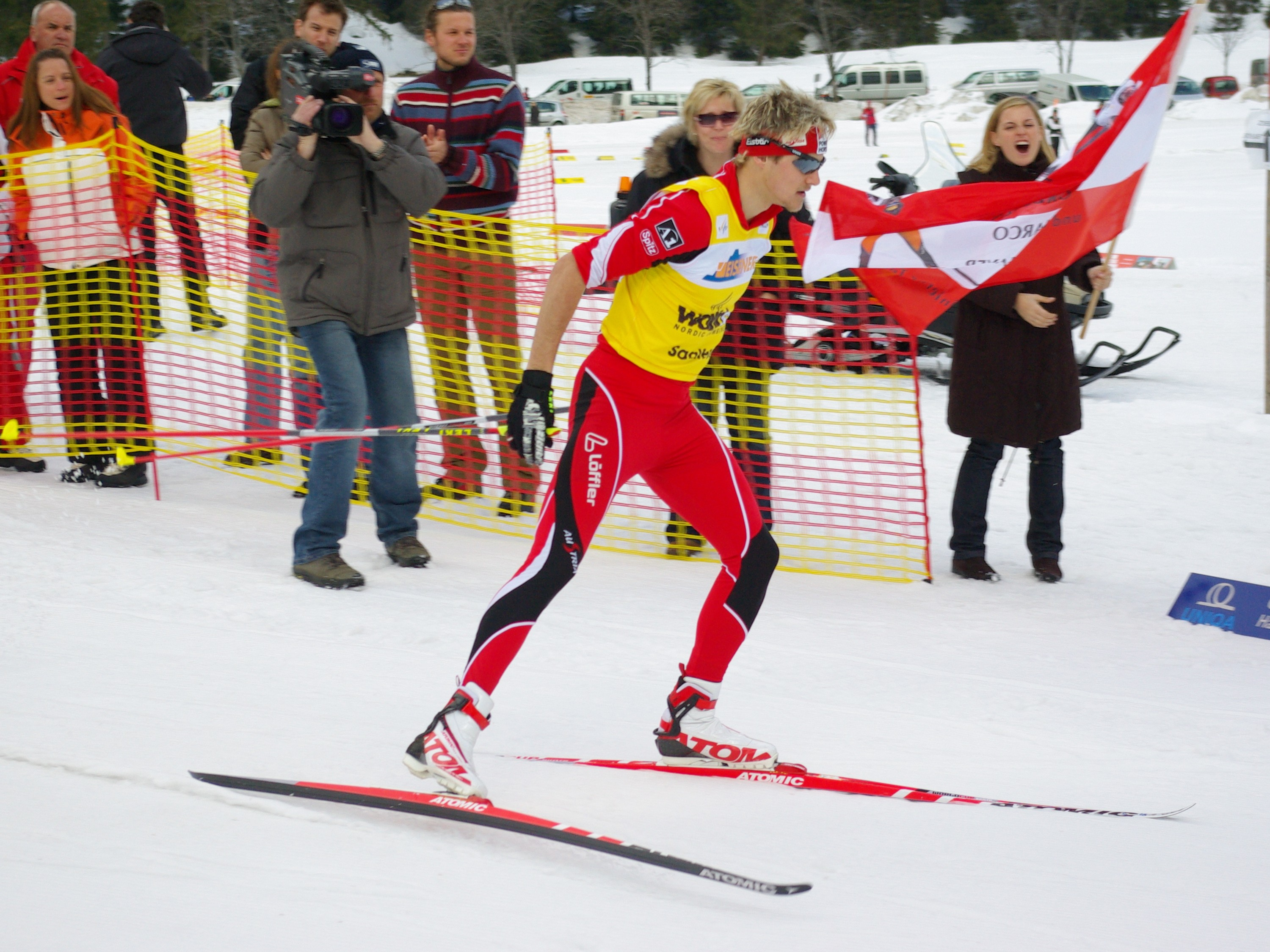
Marco Pichlmayer, Eisenerz 2008
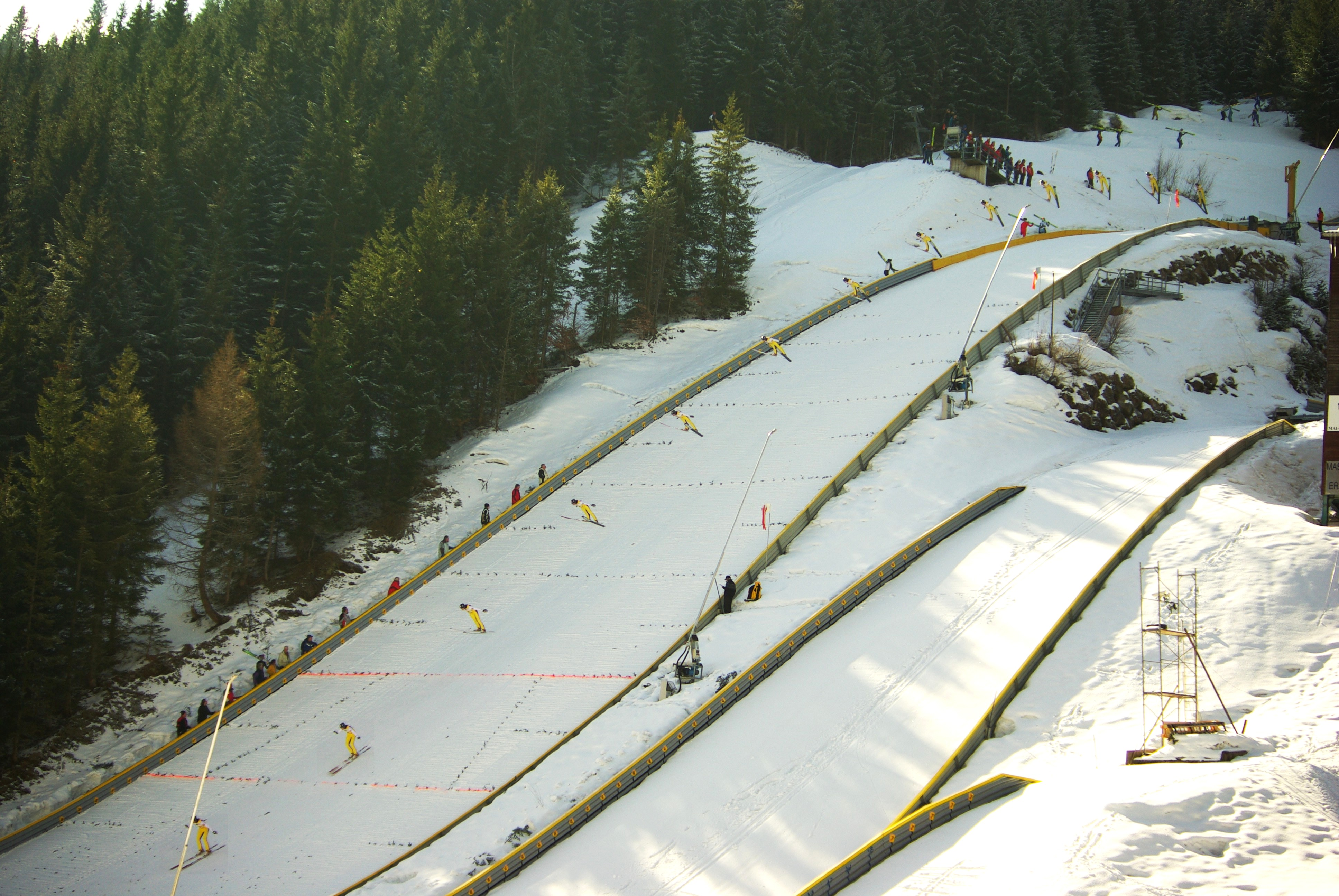
Marco Pichlmayer au saut en 2008
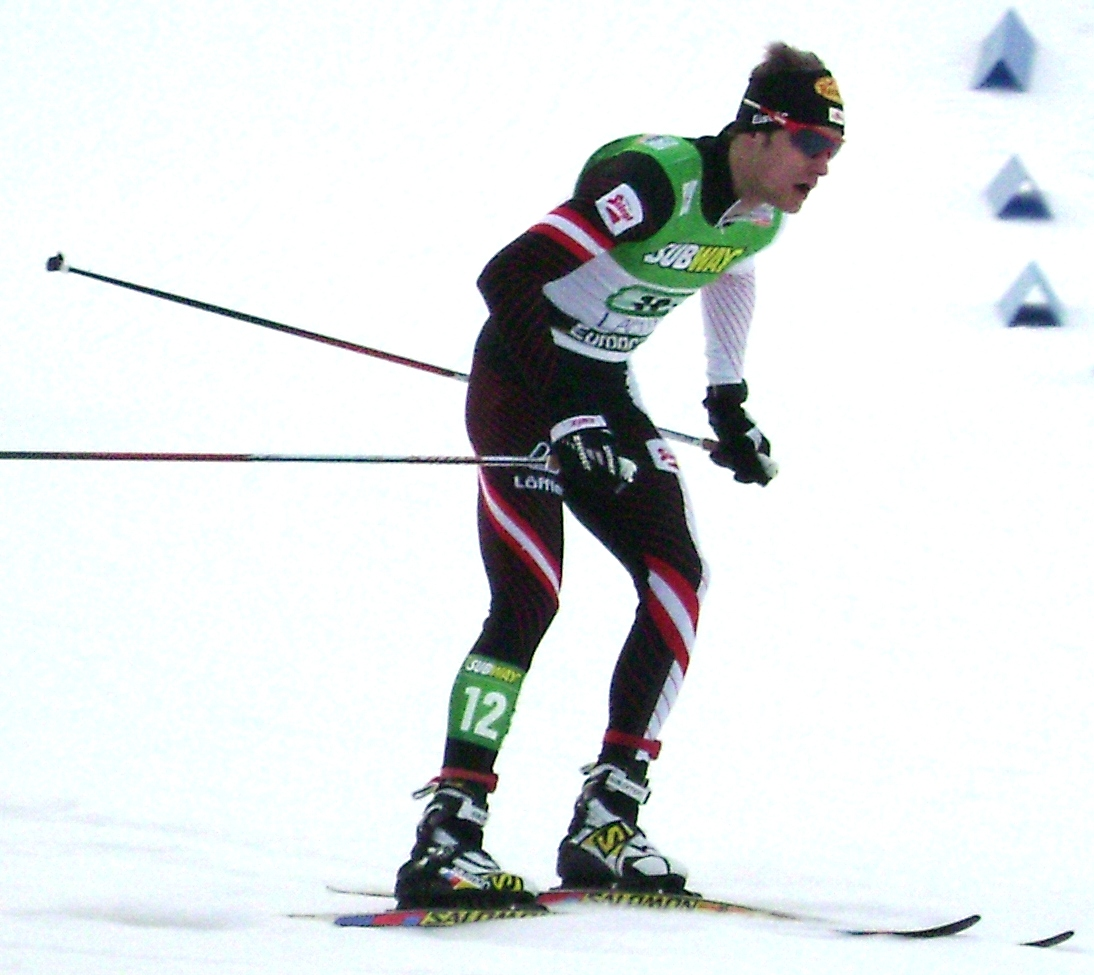
Marco Pichlmayer à Lahti en 2014